# Margit Bellman
Margit Maria Bellman, född Gidlöf 11 januari 1920 i Sköns församling, Västernorrlands län, död 18 januari 1996 i Stockholms domkyrkoförsamling, var en svensk barn- och ungdomspsykiater och psykoanalytiker. Hon var gift med Sven Bellman.
Bellman, som var dotter till handelsföreståndare Henning Gidlöf och småskollärare Svea Hansson, avlade studentexamen i Söderhamn 1939, blev medicine kandidat vid Karolinska Institutet i Stockholm 1942, medicine licentiat där 1947, medicine doktor där 1966 och docent i barn- och ungdomspsykiatri vid Karolinska Institutet 1967. Hon var extra läkare vid Åre fjällkuranstalt 1944, vikarierande underläkare vid medicinska avdelningen i Linköping 1947–1948, medicinska avdelningen i Vadstena 1948, barnavdelningen i Linköping 1949, barnsjukhuset Samariten 1950–1951, Stockholms epidemisjukhus 1951, underläkare vid barnavdelningen i Gävle 1952–1953, vikarierande underläkare på Nybodahemmet, barnpsykiatriska avdelningen vid Karolinska sjukhuset, Kronprinsessan Lovisas barnsjukhus och Stockholms stads rådgivningsbyrå för barn 1953–1954, vikarierande underläkare vid psykiatriska kliniken på Karolinska sjukhuset 1955 och förste underläkare där 1955. Hon studerade barnpsykoterapi i Boston och vid Harvard University 1956–1959, var förste underläkare vid Kronprinsessan Lovisas barnsjukhus 1960–1964, biträdande överläkare där 1964–1970, biträdande överläkare vid barn- och ungdomspsykiatriska kliniken på Sankt Görans sjukhus 1970 och var överläkare  vid utbildningsinstitutionen för barnpsykoterapeuter Ericastiftelsen 1971–1981. Hon var privatpraktiserande psykoanalytiker, lärare i teori vid psykoanalytikerutbildning och innehade förordnande på dispens som handledare i barnpsykoanalys 1984–1989. Hon författade skrifter i barn- och ungdomspsykiatri och familjeterapi. Margit Bellman gravsattes i Gustaf Vasa kyrkas kolumbarium.